# Macrotis lagotis
Macrotis lagotis, conhecida como bilby-grande(a), dalgyte ou pinkie, é uma espécie de marsupial da família Thylacomyidae, endêmica da Austrália.
Esse vivíparo com marsúpio habitava as regiões áridas e semi-áridas do interior da Austrália, ao sul do meridiano de 18ºS, sendo encontrado em cerca de 70% do território australiano; atualmente está confinado aos desertos da região central, principalmente no deserto de Tanami no Território do Norte e nos desertos de Gibson e Grande Deserto de Areia na Austrália Ocidental, com uma população isolada entre Boulia e Birdsville, Queensland.

## Subespécies
De acordo com Colin P. Groves (2005) a espécie é monotípica (grupo taxonômico com apenas uma espécie), entretanto outros autores descrevem até seis subespécies, como: M. l. cambrica Troughton, 1932, M. l. grandis Troughton, 1932, M. l. interjecta Troughton, 1932, M. l. lagotis (Reid, 1836), M. l. nigripes (Jones, 1923), M. l. sagitta (Thomas, 1905)).